# Islam en Argentine

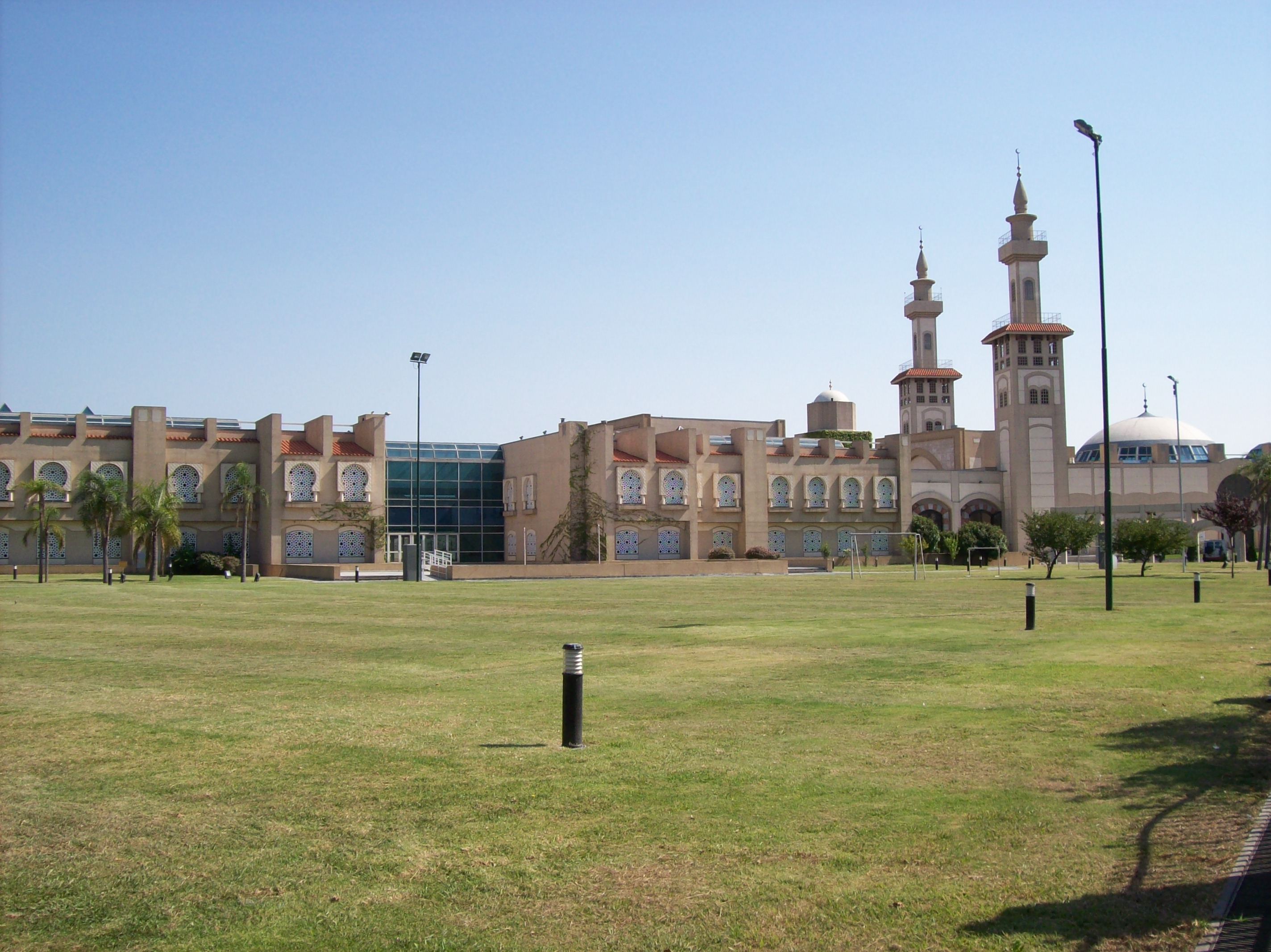
Le Centre culturel islamique Roi-Fahd, à Buenos Aires, la plus grande mosquée d'Argentine et d'Amérique latine.

L'islam en Argentine est représenté par l'une des plus grandes minorités musulmanes. Bien que des statistiques précises sur la religion ne soient pas disponibles (car le recensement national ne sollicite pas de données religieuses), la communauté musulmane argentine est estimée à environ 1 % de la population totale (soit 400 000) selon l'International Religious Freedom Report de 2010. Le Centre de recherche Pew estime à environ 1 000 000 le nombre de musulmans en Argentine en 2010. L'Association des archives de données religieuses estime pour sa part que 1,9 % de la population professe l’islam comme religion.

## Immigration arabe précoce
Il semblerait que la présence musulmane sur le territoire argentin actuel remonte à l'époque de l'exploration et de la conquête espagnoles. Les premiers colons musulmans mentionnés sont les Maures-Morisques (musulmans de la péninsule ibérique d'ascendance berbère, arabe et espagnole) du XVe siècle qui ont exploré les Amériques avec des explorateurs espagnols, dont beaucoup se sont installés en Argentine et fuyaient la persécution en Espagne comme l'inquisition espagnole.
Cependant, au XIXe siècle, l'Argentine a vu la première véritable vague d'Arabes s'installer sur son territoire, originaires principalement de Syrie et du Liban. On estime qu'aujourd'hui il y a environ 3,5 millions d'Argentins d'ascendance arabe, dont la plupart sont chrétiens.

## Institutions islamiques en Argentine
Les deux premières mosquées du pays ont été construits à Buenos Aires dans les années 1980 : la mosquée At-Tawhid a été ouverte en 1983 par la communauté chiite de Buenos Aires et avec le soutien de l'ambassade de la République islamique d'Iran en Argentine, alors que la mosquée Al-Ahmad été ouverte en 1985 pour les musulmans sunnites et est le premier bâtiment à l'architecture islamique du pays. Il y a également plusieurs mosquées dans d'autres villes et régions du pays, dont deux à Córdoba, deux à Mar del Plata et la mosquée soufie la plus australe du monde à El Bolsón.
Le Centre culturel islamique Roi-Fahd (en), la plus grande mosquée d'Argentine, a été achevé en 1996 avec l'aide du gardien des deux saintes mosquées, le roi d'Arabie saoudite de l'époque, Fahd, sur un terrain de 20 000 mètres carrés. La superficie totale des terres octroyées par le gouvernement argentin, d'une superficie de 34 000 mètres carrés, a été proposée par le président Carlos Menem à la suite de sa visite en Arabie saoudite en 1992. Le projet a coûté environ 30 millions de dollars américains et comprend une mosquée, une bibliothèque, deux écoles et un parc. Il est situé dans le quartier de la classe moyenne de Palermo, à Buenos Aires.
L'Organisation islamique d'Amérique latine (OIAL), dont le siège est en Argentine, est considérée comme l'organisation la plus active d'Amérique latine dans la promotion des entreprises affiliées à l'islam. L'OIAL organise des événements pour promouvoir l'unification des musulmans vivant en Amérique latine, ainsi que la propagation de l'islam.
Lors d'une allocution sur la chaîne d'information marocaine M24, Safar Al-Jerrahi, l'un des érudits de la Tarika soufie Halveti Jerrahi en Argentine, a affirmé la prédominance de l'architecture marocaine au sein de cette mosquée. Cette influence substantielle découle des liens historiques entre l'Andalousie et les nations d'Amérique latine, particulièrement du legs andalou que les descendants des Espagnols ont importé en Argentine.
La conception artistique de la mosquée a requis la confection minutieuse de plus de 36 000 pièces par 46 artisans de la ville de Fès, avant que celles-ci ne soient intégrées à cette mosquée exceptionnelle. Érigée sur trois niveaux, couvrant une superficie d'environ 700 mètres carrés et coiffée d'un minaret paré de Zellige du Royaume du Maroc, cette structure unique en son genre reflète l'héritage architectural marocain avec éclat.

## Voir également
- Morisques
- Mudéjar
- Maures